# Самохвалов, Александр Николаевич (художник)
Алекса́ндр Никола́евич Самохва́лов (9 [21] августа 1894, Бежецк, Тверская губерния, Российская империя — 20 августа 1971, Ленинград, СССР) — русский советский живописец и график, последователь Кузьмы Петрова-Водкина, один из важнейших ленинградских художников сталинской эпохи, сочетавший в своём творчестве модерновые и символистские черты с идейной программой соцреализма; мастер портретной и исторической картины, декоратор-прикладник и монументалист, также работал как плакатист, сценограф и книжный иллюстратор. Заслуженный деятель искусств РСФСР (1967), член Ленинградской организации Союза художников РСФСР.

## Биография
Родился 9 (21) августа 1894 года в Бежецке Тверской губернии. Его отец Николай Дмитриевич Самохвалов занимался мелкой торговлей (умер в 1917 году). Мать Самохвалова Елена Фёдоровна (в девичестве Чистякова, ум. в 1937) занималась домашним хозяйством и воспитанием четырёх детей. Своё образование Самохвалов начал в механико-техническом училище в Калязине, откуда был исключён в 1908 году за участие, как писал художник в автобиографии в начале 1950-х, в «школьном революционном движении». В последующем закончил реальное училище в Бежецке.
Учился в Высшем художественном училище при Академии художеств (1914—1918); после упразднения последней вернулся на родину в Бежецк. Завершал образование уже в петроградском ВХУТЕМАСе — ВХУТЕИН (1919—1923).
Среди учителей особое влияние на Самохвалова оказал Кузьма Петров-Водкин. Пространственная система построения картины, разработанная Петровым-Водкиным, проблемы соотношения цвета и формы увлекли Самохвалова, для которого поиски своего видения, образного воплощения эпохи стали неизменными спутниками творчества. Не случайно путешествие с Петровым-Водкиным в Самарканд (1921 год) и работу в составе экспедиции Института истории материальной культуры по зарисовкам и обмеру памятников он воспринимал впоследствии как переломный момент в своём мировоззрении и творчестве. Другим сильнейшим впечатлением, повлиявшим на формирование творческого стиля художника, стало участие Самохвалова в работах по реставрации Георгиевского собора в Старой Ладоге (1926), где он открыл для себя древнерусскую фресковую живопись.
Самохвалов начал участвовать в выставках с 1914 года. В 1917 участвовал в выставке общества «Мир искусства». Писал портреты, жанровые картины, пейзажи. Занимался плакатом, скульптурой, монументальной и станковой живописью, декоративно-прикладным искусством, иллюстрировал книги. В 1920-х годах участвовал в выставках объединений: «Община художников» (1922), «Жар-цвет» (1924), «Круг художников» (1927—1928).
Дипломная картина «Головомойка» (1923, Русский музей), в которой художник стремился воплотить принципы «сферической перспективы» в духе Петрова-Водкина, стилистически близка сюрреализму. Однако Александр Самохвалов вступил на самостоятельный творческий путь в тот период, когда модернистски-авангардные поиски постепенно уходили в сферу «тихого искусства» или вообще в «подполье». Тем не менее, подобно мастерам ОСТа, к которому ленинградский «Круг художников» был эстетически весьма близок, Самохвалов сумел сохранить яркие черты поэтически-вольного символизма и во вполне официальных, заказных произведениях.
Особенно удавались Самохвалову образы «героинь труда и спорта» («Кондукторша», 1928; «Девушка с ядром», 1933, Третьяковская галерея; знаменитая акварельная серия «Метростроевки», 1933—1934, в основном — Русский музей) — образы, полные мажорного пафоса и в то же время по-своему сюрреального, почти «мифологического» обаяния; это своего рода таинственные современные богини, окружённые романтическим ореолом. Именно ему принадлежит знаковое произведение советского искусства 1930-х годов — «Девушка в футболке» (1932), в котором наиболее полно воплотилось стремление художника к созданию образа молодого современника, понимание зрелым мастером своих живописных задач.
В 1937 году картина Самохвалова «Девушка в футболке» на Международной выставке в Париже была удостоена золотой медали. Тогда же за панно «Советская физкультура», выполненное для советского павильона, и за иллюстрации к «Истории одного города» М. Е. Салтыкова-Щедрина получил два Гран-при Международной выставки.
Книгой и книжной графикой Самохвалов начал заниматься с середины 1920-х годов, сотрудничая с ленинградскими издательством «Радуга» и Детгизом. Примечательны артистичные детские книжки, в том числе с текстами самого художника («Наш город», 1927; «Ночные страхи», 1927; «Водолазная база», 1928; «Мстительный Худжар», 1929, и др.).
Успешно выступал также как художник театра. С середины 1930-х годов он оформлял спектакли «Бесприданница» А. Н. Островского (режиссёр С. А. Морщихин, 1935, ГБДТ, Ленинград), «Горячее сердце» А. Н. Островского, «Стакан воды» Э. Скриба (оба 1943, Академический театр драмы имени А. С. Пушкина) и другие. После начала войны Самохвалов эвакуировался с Академическим театром драмы им. А. С. Пушкина в Новосибирск, где оформил спектакли «Свадьба Кречинского», «Платон Кречет», «Маскарад», а также ряд спектаклей для Московского театра оперетты.
Наряду с этим Самохвалов исполнил и большое число заказных полотен («Киров принимает парад физкультурников», 1935, ГРМ, «Появление В. И. Ленина на Всероссийском съезде Советов», 1939, ГРМ, «Парад Победы», 1947, эскиз для росписи «Дворец Советов», частная коллекция, «Киров и Сталин на Волховстрое», 1950, частное собрание, Лондон и др.). Среди произведений, созданных А. Самохваловым в станковой живописи, также картины «В. Ленин и И. Сталин на втором съезде РСДРП» (1939, ГРМ), «Фронтовые друзья» (1946), «Сталинградка», «Вспоминая боевые дни» (обе 1948), «Портрет Е. Мравинского» (1950), «Под солнцем» (1953), "Кафе «Гурзуф» (1956), «Портрет М. А. Клещар» (1958) и другие.

Памятник А. Н. Самохвалову на кладбище «Комаровский некрополь»

В 1948—1951 годах преподавал на кафедре монументально-декоративной живописи ЛВХПУ им. В. И. Мухиной. Автор книги воспоминаний «Мой творческий путь» (1977), повести «В годы беспокойного солнца» (1996). Выставки произведений Самохвалова были показаны в 1963, 1968 и 1975 годах в Ленинграде (ЛОСХ, Дом писателей, ГРМ) и в 1964 году в Москве.
С 1926 года был членом ленинградского объединения «Круг художников», которое покинул в 1928 году. В 1929 году вошёл в состав «Общества живописцев». В 1929—1932 был членом общества художников «Октябрь», с 1932 года — членом Ленинградского Союза советских художников. С 1938 по 1940 годы был заместителем председателя ЛССХ.
Скончался в Ленинграде 20 августа 1971 года на 77-м году жизни. Похоронен на Комаровском кладбище. Памятник на могиле является культурно-историческим наследием с федеральным уровнем охраны.
Произведения Самохвалова находятся в Государственном Русском музее, Государственной Третьяковской галерее, в музеях и частных собраниях в России, Германии, Великобритании, Франции, США, Италии и других странах.

## Адреса в Ленинграде
- 1924—1941, 1945—1951 — Большой проспект Васильевского острова, д. 8[13]
- Мастерская находилась по адресу Тучков пер., д. 11 / Волховский переулок, д. 5[14].

## Память
- На доме по адресу В. О., Большой проспект, д. 8 в 2010 году была установлена мемориальная доска (архитектор В. Б. Бухаев)[15].

## Награды и звания
- Орден Ленина (27.10.1967) — за заслуги в развитии советского искусства, активное участие в коммунистическом воспитании трудящихся и многолетнюю плодотворную работу в учреждениях культуры[16]
- Заслуженный деятель искусств РСФСР (1967)